# ノース・アクトン駅
ノース・アクトン駅（ノース・アクトンえき、英語: North Acton station）は、ロンドン・アクトンにあるロンドン地下鉄セントラル線の鉄道駅である。1923年設立。開業当初は、2面2線の相対式ホームを持つ地上駅であった。セントラル線（イーリング・ブロードウェイ支線）の列車が発着する。 
この駅はトラベルカード・ゾーン3に属する。なお、この駅でトラベル・ゾーン2になる。

## 駅構造
単式ホーム1面1線、島式ホーム1面2線の計2面3線ホームある地上駅である。なお、中線はおもに当駅どまりの折り返し列車が使う。
ホームは南北方向に伸びており、都心方面の東行きの列車は南を先頭に、イーリング・ブロードウェイ駅行き、ウェスト・ライスリップ駅行きは北を先頭にして発着する。駅は、国道A40とA400の交差点から北に約300m行ったところにある。駅は、くぼ地の底にあるため、道路よりも約3階分ぐらい低いところを走っている。駅東側には、ナショナル・レールの線路がありまれに回送電車などが走行をする。
駅の西側300m付近にはポイントがある。これは、ウェスト・アクトン駅方面とウェスト・ライスリップ駅方面の列車が分かれるためである。

## 運行間隔
この駅でウェスト・ライスリップ駅方面の列車とイーリング・ブロードウェイ駅と合流するため、この駅から東側はおおむね5分間隔になる。逆にイーリング・ブロードウェイ駅方面の列車とウェスト・ライスリップ駅方面の列車は5分間隔に来る。大抵の場合、交互に来る。

## 駅周辺
駅周辺には目立った建物は無い。駅の周りはA40との交差点があるということで、一方通行道路にある。
駅の目の前にはバス停がある。このバス停からはルート260とルート266、ルート440、ルート487のロンドンバスが出ている。440はストーンブリッジ・パーク駅とガナズベリー・パワー・ロードを結んでおり、約10分間隔で走っている。266は、ハマースミス駅とブレント・クロス間を約7分間隔で24時間走っている。なお、266のブレント・クロス行きのバスは駅の目の前から出ているが、266のハマースミス行きを利用する人は地形の関係から歩いて100m東側にあるバス停まで歩かなければならないのである。また、駅の南にあるA40にルート95が止まるバス停がある。

## 隣の駅
ロンドン交通局
ロンドン地下鉄
■セントラル線
ウェスト・ライスリップ支線
ハンガー・レーン駅 - ノース・アクトン駅 - イースト・アクトン駅
イーリング・ブロードウェイ支線
ウェスト・アクトン駅 - ノース・アクトン駅 - イースト・アクトン駅